# Коуравнитель
Коуравнитель — теоретико-категорное обобщение понятия фактора по отношению эквивалентности. Это понятие двойственно к понятию уравнителя, отсюда и название.

## Определение
Коуравнитель — это копредел диаграммы, состоящей из двух объектов — X и Y, и двух параллельных морфизмов f, g : X → Y.
Более явно, коуравнитель — это объект Q вместе с морфизмом q : Y → Q, таким что q ∘ f = q ∘ g. Более того, пара (Q, q) обладает универсальным свойством: для любой другой пары (Q′, q′) с тем же свойством существует единственный морфизм u : Q → Q′, замыкающий следующую диаграмму до коммутативной:
Как и любые универсальные конструкции, коуравнитель, если существует, определен с точностью до изоморфизма. Можно показать, что коуравнитель q является эпиморфизмом в любой категории.

## Примеры
- В категории множеств коуравнитель двух функций f, g : X → Y — это фактор Y по наиболее слабому отношению эквивалентности {\displaystyle \sim }, такому что для любого {\displaystyle x\in X}, верно {\displaystyle f(x)\sim g(x)}.
- В категории групп ситуация очень похожа: если f, g : X → Y — гомоморфизмы групп, их коуравнитель — это фактор Y по нормальному замыканию множества:
{\displaystyle S=\{f(x)g(x)^{-1}\ |\ x\in X\}}.
- Для абелевых групп коуравнитель особенно прост. Это просто факторгруппа Y / im(f − g) (коядро морфизма f −g).
- В категории топологических пространств окружность {\displaystyle S^{1}} можно рассматривать как коуравнитель двух вложений стандартного 0-мерного симплекса в стандартный 1-мерный симплекс.
- Коуравнители могут быть довольно большими: существует ровно два функтора из категории 1 с одним объектом и одним морфизмом, в категорию 2 с двумя объектами и ровно одним нетождественным морфизмом. Коуравнитель этих функторов — моноид натуральных чисел по сложению, рассматриваемый как категория из одного элемента. Это показывает, что хотя каждый коуравнитель эпиморфен, он не обязательно сюръективен.